# Lekkoatletyka na Letniej Uniwersjadzie 1970 - skok o tyczce mężczyzn
Skok o tyczce mężczyzn – jedna z konkurencji rozegranych podczas zawodów lekkoatletycznych letniej uniwersjady w Turynie w roku 1970. Konkursu skoku o tyczce odbył się 3 września. Areną zmagań tyczkarzy był stadion miejski. W zawodach brał udział jeden Polak – Zygmunt Dobrosz. Ostatecznie uplasował się on 8. pozycji. Złoty medal wywalczyła zawodnik z NRD Wolfgang Nordwig, który ustanowił nowy rekord świata.

## Rekordy
| Rekord świata      | Wolfgang Nordwig | 5,45 | 17 czerwca 1970, Berlin |
| Rekord uniwersjady | Heinfried Engel  | 5,00 | 1967, Tokio             |

## Przebieg zawodów
Do konkursu zgłosiło się tylko 15. zawodników (reprezentowali oni 12. krajów). W związku z tym zrezygnowano z przeprowadzenia eliminacji. Zwycięzca konkursu - Wolfgang Nordwig – w trzeciej próbie zaliczył wysokość 5,46 i ustanowił nowy rekord świata. Kolejne trzy podejścia – tym razem na wysokość 5,50 – zakończyły się niepowodzeniem.

### Finał
| Pozycja | Reprezentacja            | Rezultat |
| ------- | ------------------------ | -------- |
|         | Wolfgang Nordwig         | 5,46 NUR |
|         | Christos Papanikolau     | 5,42     |
|         | François Tracanelli      | 5,30     |
| 4.      | Heinfried Engel          | 5,20     |
| 5.      | Kyoichiro Inoue          | 5,00     |
| 6.      | Mike Bull                | 5,00     |
| 7.      | Jurij Isakow             | 4,80     |
| 8.      | Zygmunt Dobrosz          | 4,80     |
| 9.      | Vittorio Gian Pontonutti | 4,60     |
| 10.     | Reinhard Kuretzky        | 4,60     |
| 11.     | Allen Kane               | 4,60     |
| 12.     | Jeff Sakala              | 4,60     |
|         | Prosper Tsondzabeka      | x        |
|         | Robert Lioterd           | x        |
|         | Kiyoshi Niwa             | x        |

- NUR - nowy rekord uniwersjady